# Acanthaspis petax
Acanthaspis petax (лат.) — вид клопов из рода Acanthaspis семейства хищнецов (Reduviidae), обитающий в Малайзии и Восточной Африке. Питается внутренностями насекомых, преимущественно муравьями, из трупов которых сооружает себе камуфляж на спине, необходимый для защиты от хищников.

## Ареал и местообитания
Acanthaspis petax обитает в Малайзии и Восточной Африке (в частности в Кении, Танзании и Уганде). Обычно селится в заброшенных термитниках или в трещинах на стенах глинобитных хижин. В высоких термитниках могут проживать свыше 50 клопов, в термитниках на уровне земли обитает не более 4—5 особей. В случае, если термиты возвращаются в жилище, хищнецы его покидают.

## Описание
Acanthaspis petax размером около 1 см в длину. Питается внутренностями насекомых, преимущественно муравьёв, охотясь на них, хватая лапками и прокалывая им брюшко своим хоботком, через который вводит специальное вещество, парализующее добычу, а также фермент, растворяющий ткани. Оставшийся экзоскелет муравья клоп может прикрепить себе на спину к экзоскелетам прошлых жертв при помощи выделяемой липкой жидкости. Эта конструкция чаще всего по размеру больше самого насекомого и может содержать до 20 муравьёв. Таким способом хищнец сбивает с толку своих врагов — пауков, которые, в теории, принимают его камуфляж за группу живых муравьёв и предпочитают держаться от них в стороне, так как те обычно атакуют группой и выделяют яд. Также в случае опасности Acanthaspis petax может сбросить с себя «панцирь» из экзоскелетов и убежать.
Некоторые нимфы Acanthaspis petax могут использовать свой камуфляж, чтобы нападать на нимф термитов рода Macrotermes. Замаскировавшись, они пробираются в термитники по вентиляционным ходам и прячутся в расщелинах, поджидая жертву. В большинстве случаев такая маскировка помогает Acanthaspis petax быть нераспознанным для рабочих термитов.

## История исследований
В 2007 году группа новозеландских исследователей из университета Кентербери экспериментально подтвердила, что Acanthaspis petax использует муравьёв как маскировку от хищников. Они поместили клопов с «панцирем» и без в стеклянную клетку с тремя видами пауков-скакунов: Hyllus sp., Plexippus sp. и Thyene sp. У этих пауков плохо развито обоняние, поэтому при охоте они полагаются только на острое зрение. В результате эксперимента на клопов без камуфляжа пауки нападали в 10 раз чаще. Эксперимент был проведён и с мёртвыми клопами, чтобы исключить возможность того, что пауки ориентировались на движения, но результаты были такими же. Однако исследователи не получили точного ответа на вопрос, как именно камуфляж сбивает с толку пауков. Помимо версии, что они принимают маскировку за группу муравьёв, которых считают непростой добычей, была высказана теория, что пауки вовсе не различают насекомых в конструкции экзоскелетов и теряют к ней интерес.